# Виноделие в Австралии

Основные винодельческие зоны Австралии

По данным 2023 года Австралия занимала пятое место в мире по экспорту вина. Виноделие вносит важный вклад в австралийскую экономику, обеспечивая производство, занятость, экспорт и туризм. Только 16,6% продаваемого в Австралии вина импортируется из-за границы. 
Для виноградарства и виноделия пригодны главным образом юго-запад и юго-восток страны. По данным 2023 года более половины австралийского вина производит штат Южная Австралия, за которым следуют Новый Южный Уэльс (30%) и штат Виктория (17%). Также виноделие развито в окрестностях Перта (Западная Австралия) и на острове Тасмания (см. тасманийские вина). Пригодная для виноградарства территория разделена на винодельческие зоны, регионы и субрегионы.
Хотя в Австралии зарегистрировано не менее 2500 производителей вина, свыше 70% винной продукции выпускают всего 20 из них. С 1991 года винный аукционный дом Langton's публикует периодически обновляемую классификацию элитных (коллекционных) вин Австралии. За рубежом австралийское виноделие ассоциируется с красным вином, однако эта связка постепенно уходит в прошлое: по прогнозам, в ближайшее время страна будет производить больше белого вина, чем красного. 

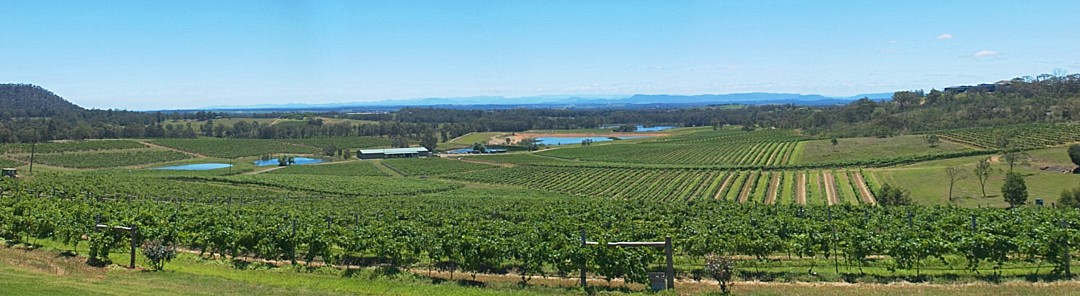
Виноградники Хантер (регион) в Новом Южном Уэльсе

## История
Своим возникновением австралийское виноделие обязано иммигрантам из Италии, Далмации и других винодельческих краёв Европы. Традиционно «отцом» австралийского вина признаётся Джеймс Басби, который первым начал выращивать виноград на берегах реки Хантер. Массовое производство вина в европейской стилистике было налажено во второй четверти XIX века. По итогам 1870 года в Южной Австралии, Виктории и Новом Южном Уэльсе было произведено 8,7 млн литров вина. К концу XIX века вперёд вырвался штат Виктория, производивший в два раза больше вина, чем оба его конкурента вместе взятые.

До середины XX века основой австралийского экспорта служили приторные креплёные вина, имитировавшие портвейн и шерри. Почти весь объём вина, не потреблённый внутри Австралии, вывозился по льготным тарифам в британскую метрополию (куда в 1930-е годы поступило больше вина из Австралии, чем из Франции). 

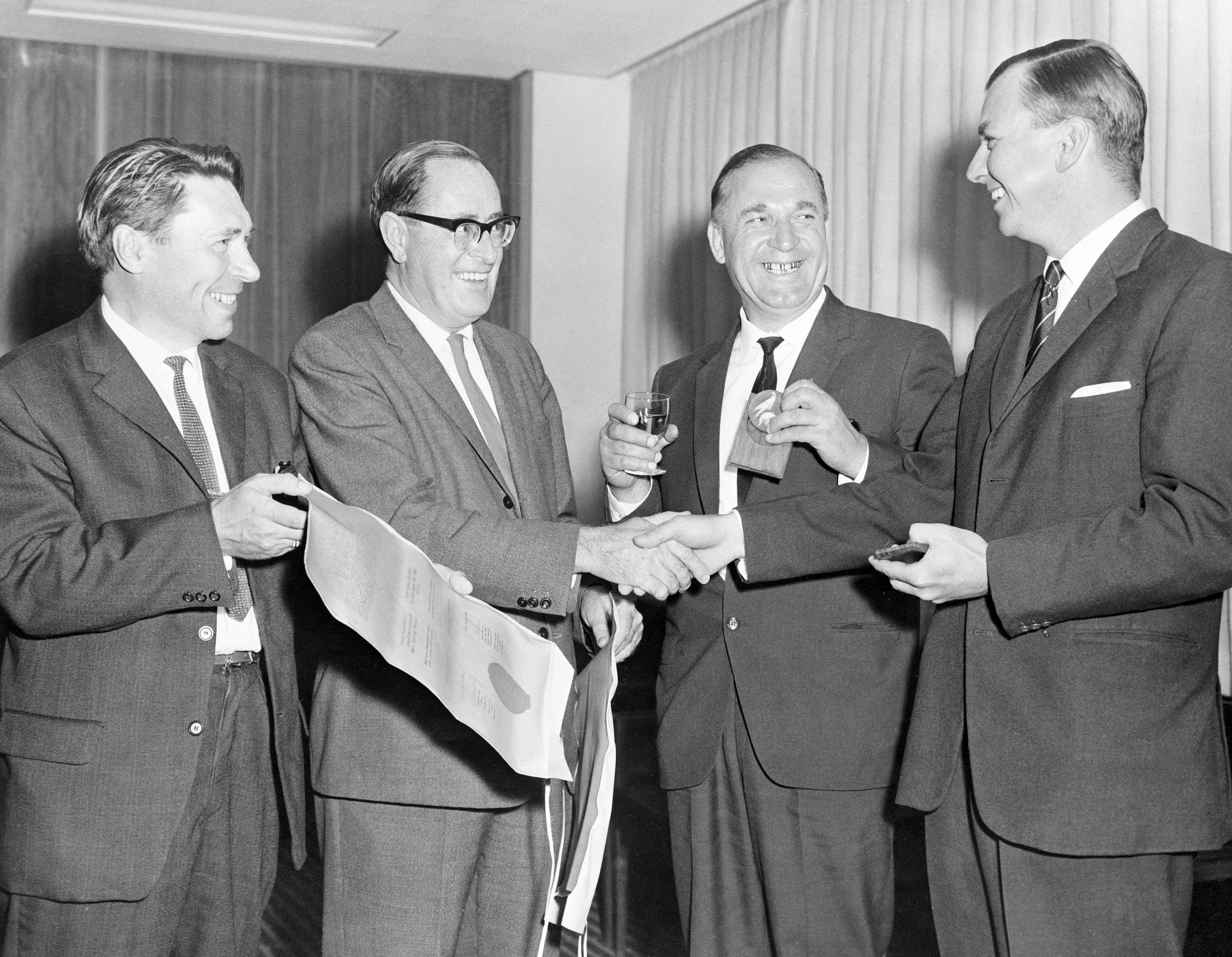
Австралийские виноделы получают приз на советском конкурсе вин и коньяков (1966 год)

Нашествие виноградной тли, опустошившей виноградники Европы, достигло штата Виктория в 1877 году. Строгие карантинные меры, вводившиеся властями штатов начиная с 1874 года, позволили уберечь от уничтожения виноградники Южной и Западной Австралии, а также Тасмании. В том числе и благодаря этому к 1930 году три четверти всего вина на континенте производила Южная Австралия. Виноград, выращенный в Риверленде и других сопредельных районах, в те годы свозился для переработки на передовые винодельни в долине Баросса. 
В третьей четверти XX века большинство виноделен переключилось с производства креплёного вина (ввиду падения международного спроса на него) на красные сухие вина. В 1951 году Макс Шуберт с винодельни Penfolds создал из шираза вино Grange Hermitage (современное название: Penfolds Grange), которое получило широкое признание во всём мире как «первое великое вино» из Австралии. С другой стороны, компания Angove в 1960-е годы первой в мире отказалась от использования бутылок и стала расфасовывать дешёвое вино в специальные коробки.
Ближе к концу XX века ведущие винодельни направили свои усилия на выработку качественного белого вина, неуклонно расширяя площади, занятые подходящими для этого сортами винограда. По данным 2022 года 45 % собранного виноградарями урожая приходилось на белый виноград, а 55 % — на чёрный. Периодически в стране возникает проблема перепроизводства вина. По этой причине вино без указания производителя (cleanskin) стоило в 2006 году дешевле пива и бутилированной чистой воды. 

## География и производители

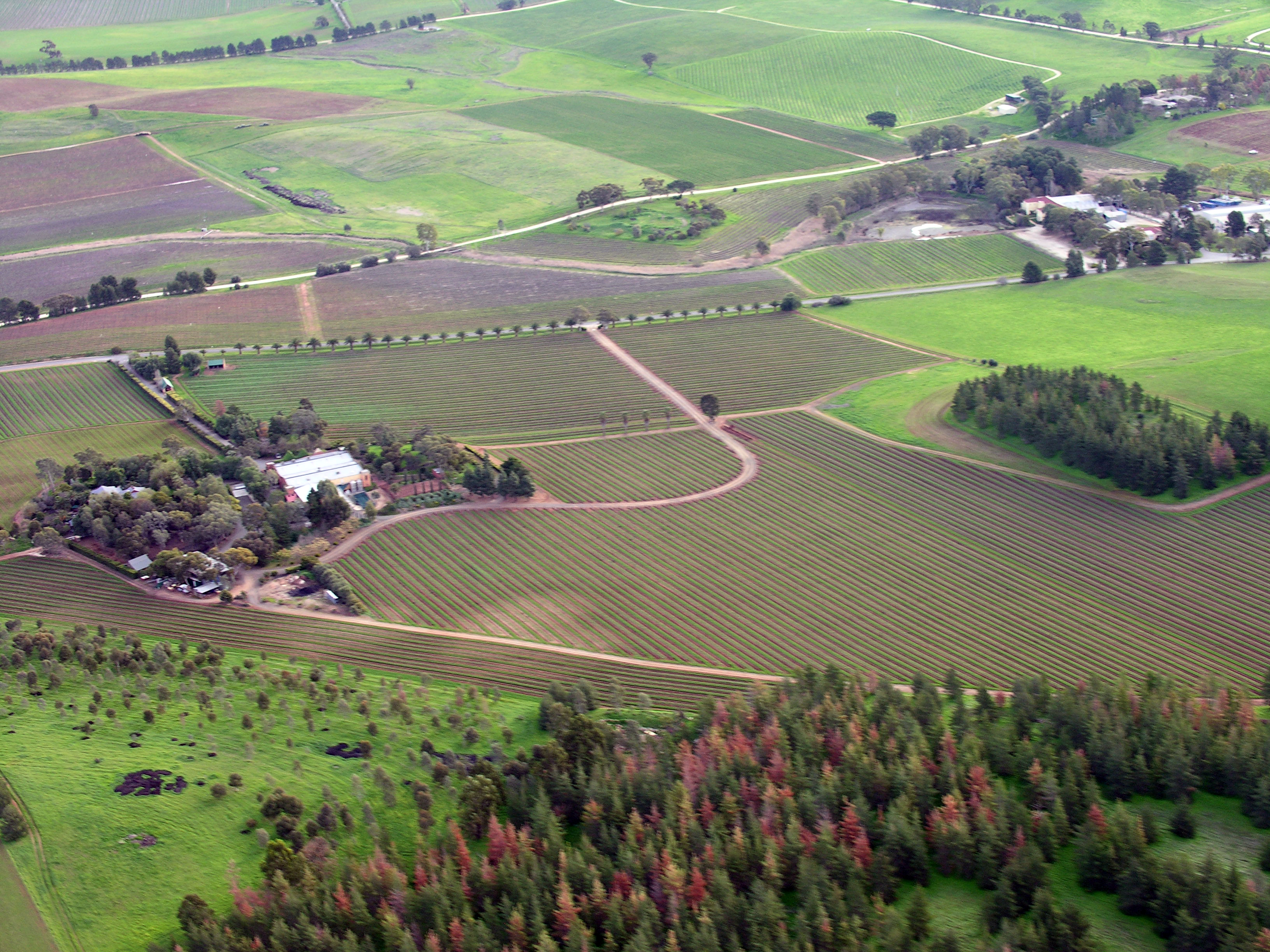
Долина Баросса — сердце австралийского виноделия

Три четвёртых всего австралийского вина производят винодельческие районы в бассейне реки Муррей, расположенные на удалении от моря в зоне континентального виноградарства с изнуряющим летним зноем: Риверленд, Риверина, окрестности Суон-Хилла. Возделывание винограда здесь возможно только благодаря использованию ирригационных ресурсов Муррея и его притоков. 
Ближе к средиземноморским климатические условия в зоне к северу от Аделаиды, однако здесь распространение виноградников ограничено интересами других секторов экономики (в первую очередь девелоперов, которые скупают земли вокруг Аделаиды для жилой застройки). Виноградная филлоксера сюда так и не проникла, что позволило сохранить виноградники, высаженные ещё в первой половине XIX века: это одно из тех редких мест, где со столь возрастных лоз до сих пор собирают урожай и выжимают вино. Неслучайно самые именитые производители австралийских красных вин (такие, как Penfolds) сосредоточены именно здесь, в долине Баросса. В долине реки Клэр, а также в Иден-Вэлли терруар благоприятствует возделыванию рислинга. Климат расположенной ещё южнее Тасмании оптимален для пино-нуара, совиньон-блана и других сортов, предпочитающих прохладные условия. 
Крупнейший производитель вина в Австралии — мельбурнская компания Treasury Wine Estates (TWE), которая входит в холдинг Foster’s Group. Этой компании принадлежит, в частности, винодельческое хозяйство Penfolds, которое с 1950-х годов считается флагманом австралийского виноделия. Ведущий мировой эксперт Роберт Паркер называл в конце 1990-х вино Penfolds Grange более интересным, чем самое дорогое из вин Бордо. TWE также выпускает линейки относительно бюджетных вин под брендами «Lindeman’s» и «19 Crimes». На этикетках последнего обычно представлены фотографии австралийских каторжников викторианской эпохи; продвижением на американском рынке занимается маститый рэпер Снуп Догг. 

К числу крупнейших в мире производителей недорогого вина относятся австралийские компании Accolade Wines (основной бренд Hardys) и Casella Wines (основной бренд Yellowtail). Также сильны позиции международного гиганта Pernod Ricard, которому принадлежит представленный в 60-ти странах австралийский бренд Jacob's Creek. Семейные винодельни с богатейшими традициями образовали в 2009 году альянс Australia's First Families of Wine. 

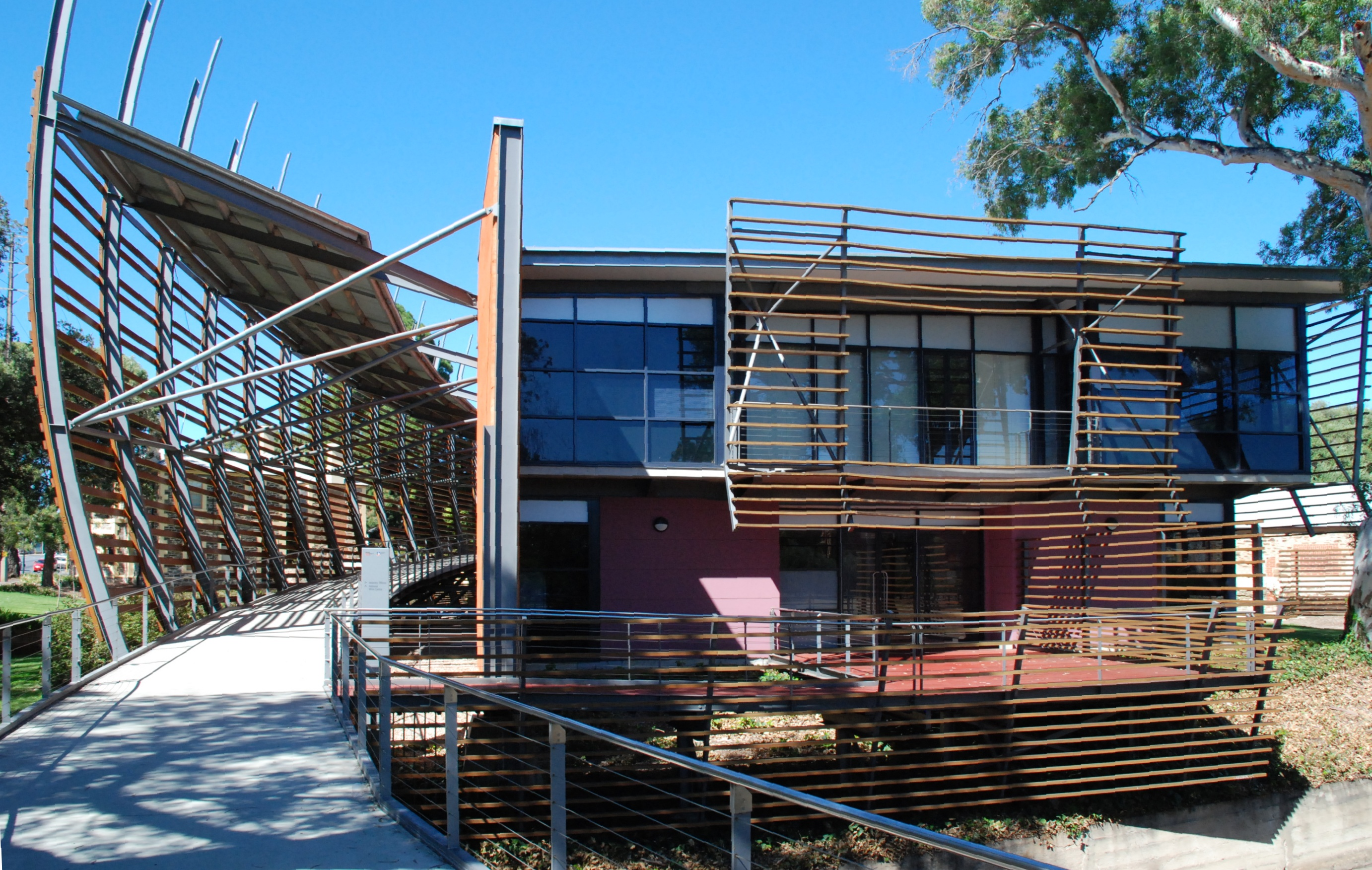
Национальный винный центр в Аделаиде

Традиции производства креплёных и десертных вин продолжают расположенные в штате Виктория городки Ратерглен и Гленроуэн. Среди их продукции преобладают мускаты и топаки (прежде именовавшиеся токайскими винами).

## Особенности производства
Преимущества и сложности австралийского виноделия во многом связаны со знойным сухим климатом и относительной близостью к экватору (что характерно и для ряда других винодельческих стран Нового Света). Так, в некоторых районах собранный урожай винограда приходится месяцами хранить в холодильных камерах до наступления климатических условий, благоприятных для его переработки в вино.
Повсеместное использование для ферментирования современных стальных ёмкостей с подачей охлаждающих агентов позволило даже в весьма жарком климате вырабатывать сначала красные, а потом и белые вина, которые способны конкурировать с европейскими аналогами. Правда, репутации австралийского вина долгое время вредили такие пороки, как пробковая болезнь и непреднамеренная оксидация (окисление) в бутылке. Победить эти проблемы помогла замена традиционных деревянных пробок металлическими крышками-«закрутками», которыми к 2014 году были оснащены девять из десяти бутылок австралийского вина.
Ведущей угрозой для австралийского виноделия считается изменение климата и связанные с ним погодные аномалии. Так, во время небывалых лесных пожаров зимой 2019-2020 годов в окрестностях Аделаиды погибла почти треть всех виноградников.

## Культивируемые сорта винограда

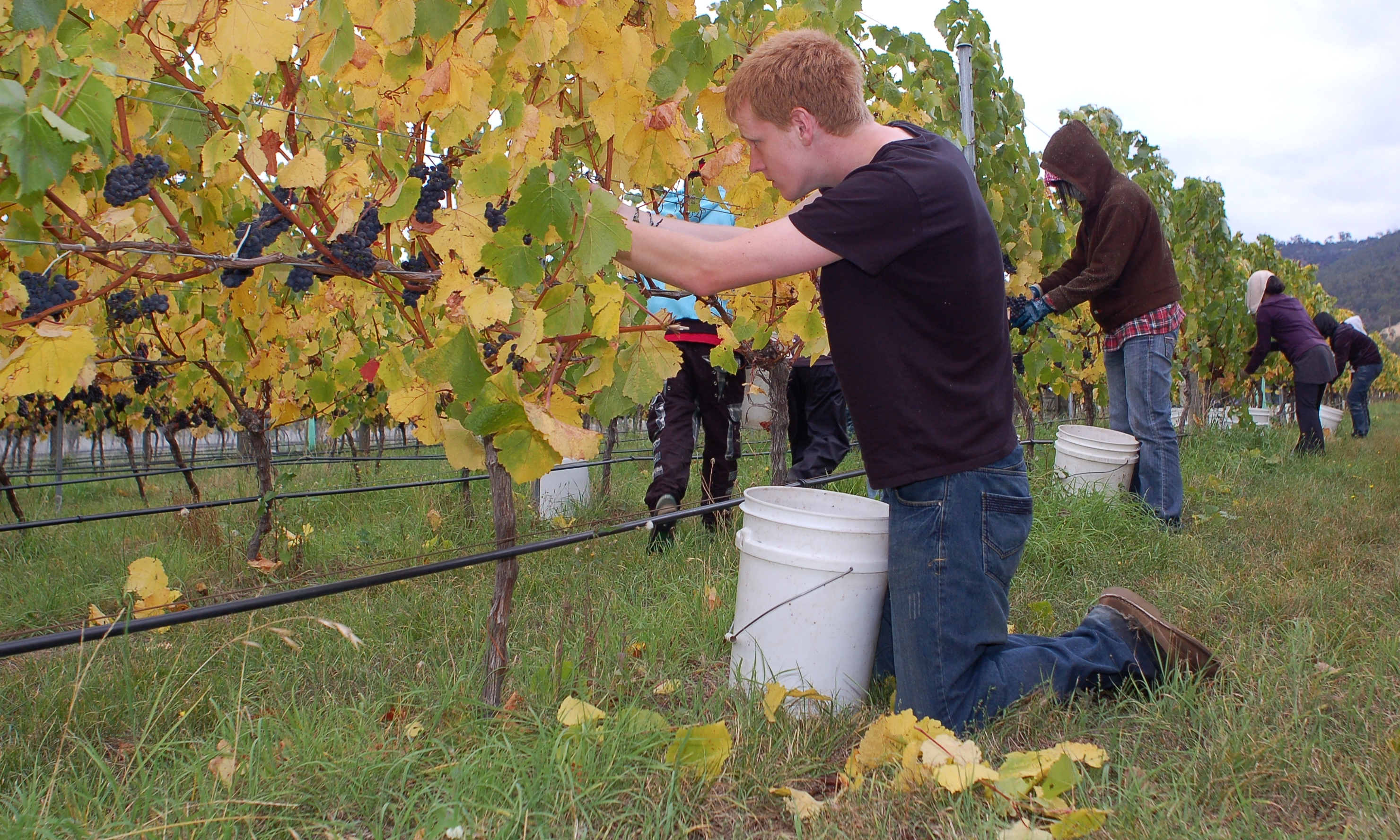
Сбор пино-нуара на острове Тасмания

В Австралии по сути нет автохтонных сортов, пригодных для изготовления винограда. Все сорта были завезены из Европы иммигрантами. Из достаточно редких в Европе, но обычных для Австралии сортов можно назвать Дюриф (Птит-Сира) и Пти-вердо (который в австралийском климате вызревает чаще и лучше, чем у себя на родине во Франции).
«Королём» австралийских виноградников издавна считается чёрный виноград Шираз, который занимает более 43 тыс. га виноградников и обеспечивает свыше 25 % всего национального урожая винограда (данные 2023 года). В Австралии плодоносят старейшие в мире кусты этого сорта, высаженные ещё в 1843 году. Вина из шираза исполняются как в сухой, так и в полусухой стилистике. Обычно вина насыщенные и мощные («полнотелые»), с содержанием алкоголя в районе  15 % и отличным потенциалом выдержки.
В конце XX века австралийские фермеры стали активно высаживать Каберне-Совиньон (даёт 15 % национального урожая винограда), Мерло и Шардоне, который теперь лидирует среди культивируемых сортов белого винограда. Десятая часть мировых посадок Шардоне приходится на Австралию, которая уступает в этом отношении только Франции и США.
Менее значимы для австралийского виноделия следующие сорта чёрного винограда: Пино-нуар, Гренаш, Мурведр (два последних обычно купажируются с Ширазом), Темпранильо, Санджовезе. Из сортов белого винограда, помимо Шардоне, достаточно распространены Семильон, Совиньон, Рислинг (главным образом в долине Клэр), Пино гри, Вионье.

## Экспорт

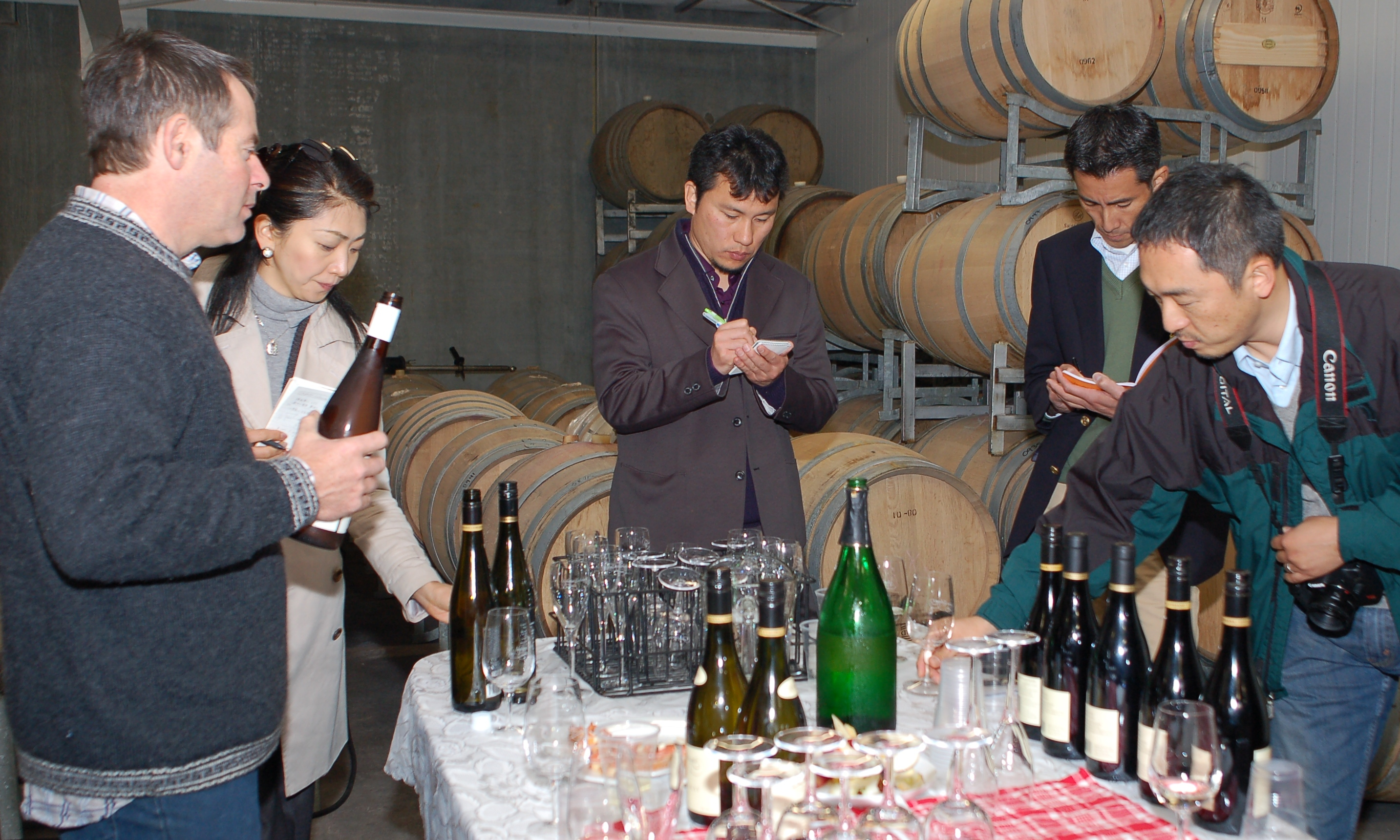
Делегация покупателей австралийского вина из Японии

Ключевыми рынками сбыта для австралийских виноделов считаются Великобритания, Китай, Индия и другие страны Южной Азии, а также США и Канада. При этом для экспортной статистики характерна значительная волатильность: так, только за 2021 финансовый год объём экспорта в Китай сократился на 88 %, а в Индию — вырос на 182 %. 
На австралийском виноделии негативно отразилась торговая война Австралии с Китаем, который на пике противостояния (2020 год) довёл пошлины на австралийское вино почти до 200 %. В 2024 году сообщалось о том, что из-за перепроизводства вина и падения спроса на него австралийские фермеры выкорчевали миллионы кустов винограда. В том же году Китай отменил санкции в отношении австралийского вина. 
До 2019 года действовали протекционистские ограничения на продажу австралийского вина в Британской Колумбии.